# Las Canteras

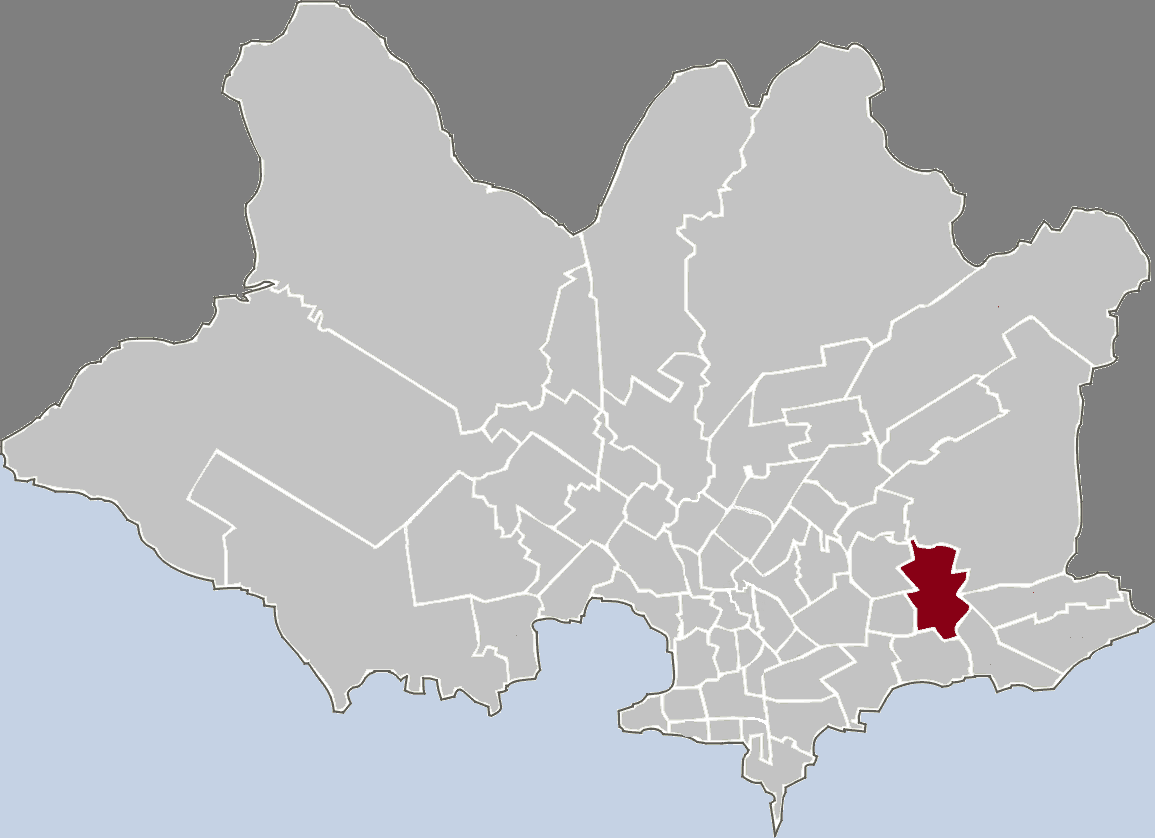
Lage von Las Canteras in Montevideo

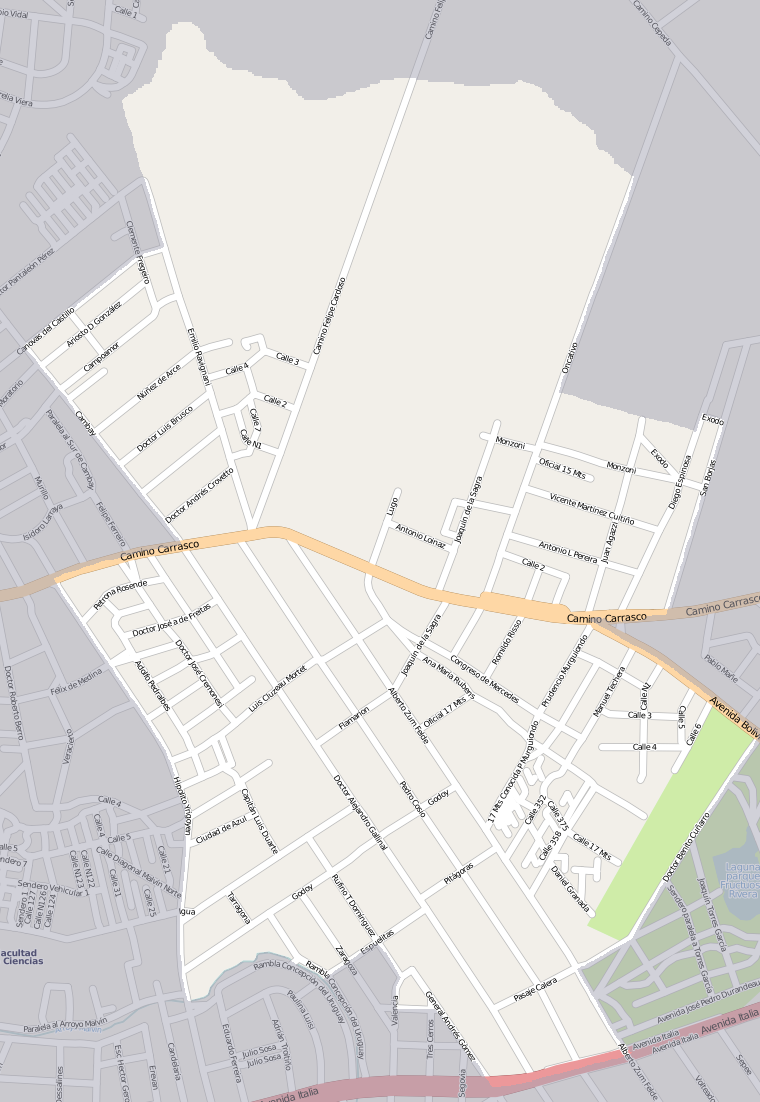
Plan von Las Canteras

Las Canteras ist ein Stadtviertel (Barrio) der uruguayischen Hauptstadt Montevideo.
Es wird von den Stadtteilen Flor de Maroñas (Nordwesten), Bañados de Carrasco (Norden und Osten), Carrasco Norte (Osten), Punta Gorda (Südosten), Malvín (Süden), Malvín Norte (Westen) und Maroñas - Parque Guaraní (Westen) umgeben. Das Gebiet von Las Canteras ist den Municipios E und F zugeordnet.